# Borolia lineatissima
Borolia lineatissima là một loài bướm đêm trong họ Noctuidae.